# Simone Huth-Haage

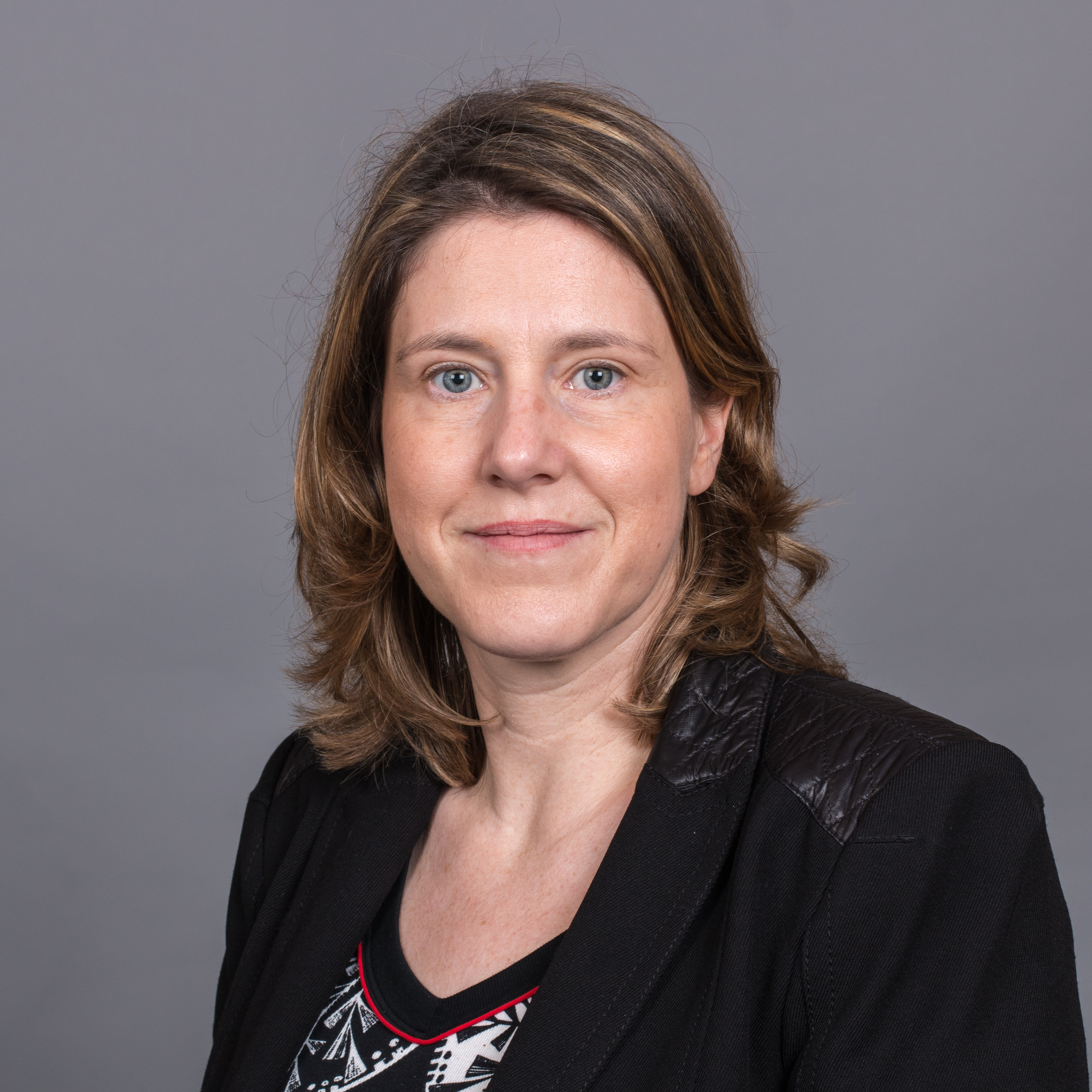
Simone Huth-Haage, 2014

Simone Huth-Haage (* 26. Juni 1966 in Worms) ist eine deutsche Politikerin (CDU).

## Leben und Beruf
Nach dem Abitur 1986 am Nordpfalzgymnasium in Kirchheimbolanden studierte Huth-Haage bis 1992 Betriebswirtschaftslehre. Von 1994 bis 2001 war sie Vertriebs- und Marketingleiterin bei einem Schuhhersteller. Sie ist mit Tristan Haage verheiratet und hat drei Kinder.

## Politik
1993 trat Huth-Haage der CDU bei. 1999 wurde sie in den Gemeinderat der Verbandsgemeinde Kirchheimbolanden und den Kreistag des Donnersbergkreises gewählt. Von 2001 bis 2021 war sie Abgeordnete des rheinland-pfälzischen Landtags. 2004 wurde Huth-Haage zur Vorsitzenden der CDU im Donnersbergkreis gewählt. Sie kandidierte bei der Wahl zum 18. Landtag von Rheinland-Pfalz nicht erneut.